# 林翰冲
林翰冲，字啟翮，號篪卿 ，福建漳州府雲霄縣人，明朝政治人物，同進士出身。著有《志言集六卷》。
崇禎三年（1630年）中舉人，十三年（1640年）登進士，官至韶州府推官。